# Mazères (Gironde)
Mazères  egy francia település Gironde megyében az Aquitania régióban. Lakosainak száma 781 fő (2022. január 1.).

## Adminisztráció
Polgármesterek:
- 1995–2020 Michel Armand

## Demográfia
| Lakosok száma | 453  | 383  | 453  | 617  | 740  | 758  | 761  | 775  | 778  | 781  |
|               | 1968 | 1982 | 1990 | 2006 | 2013 | 2015 | 2017 | 2019 | 2020 | 2022 |

## Látnivalók
- Château de Roquetaillade